# 2e division coloniale d'Extrême-Orient
Ne doit pas être confondu avec 2e division d'infanterie coloniale.
Pour les articles homonymes, voir 2e division et DCEO.
La 2e division coloniale d'Extrême-Orient (2e DCEO), parfois 2e division d'infanterie coloniale d'Extrême-Orient (2e DICEO), est une grande unité de l'Armée de terre française créée à la fin de la Seconde Guerre mondiale. Destinée à faire partie du corps expéditionnaire français en Extrême-Orient, la division est dissoute en juin 1945 sans avoir achevé sa formation.

## Formation
La création de la division est décidée en septembre 1944 et la 2e DCEO est officiellement créée le 1er décembre 1944. Elle doit, avec la 1re division coloniale d'Extrême-Orient, former l'ossature d'un corps expéditionnaire français initialement destiné à combattre contre les Japonais.
Le quartier général est à Bordeaux, avec des unités stationnées principalement en Gironde et à Toulouse, mais aussi à Caylus, Montauban, Agen ou Pau.
Elle est commandée jusqu'à sa dissolution par le général Astier de Villatte.

## Composition
La division doit être organisée sur le modèle d'une division sud-africaine de l'époque, c'est-à-dire à trois brigades, dont une brigade de fusiliers marins. Elle doit inclure des tirailleurs sénégalais des troupes coloniales mais seul l'encadrement français est d'abord prévu.
Les unités sont les suivantes :
- 2e brigade coloniale d'Extrême-Orient[3] :
  - 2e compagnie de commandement de la brigade ;
  - 4e bataillon colonial d'Extrême-Orient, formé le 17 janvier 1945[4] ;
  - 5e bataillon colonial d'Extrême-Orient, formé en décembre 1944[4] ;
  - 6e bataillon colonial d'Extrême-Orient, formé en décembre 1944[4] ;
  - 2e compagnie coloniale antichar.
- 3e brigade d'Extrême-Orient (Légion étrangère et troupes coloniales de l'armée d'Afrique)[5]:
  - 1er bataillon de Légion étrangère d'Extrême-Orient[6] ;
  - 2e bataillon de Légion étrangère d'Extrême-Orient[6] ;
  - 3e bataillon de Légion étrangère d'Extrême-Orient[6].
- Brigade de fusiliers marins ;
- 13e régiment d'artillerie coloniale, formé le 1er février 1945[7] ;
- 63e groupe colonial de forces terrestres antiaériennes (FTA)[3],[8], formé le 1er février 1945[4]
- 8e régiment de chasseurs (reconnaissance)[3] ;
- 9e régiment de dragons (chars)[3], formé le 16 janvier 1945[4] ;
- Compagnie du 62e bataillon colonial du génie[3] ;
- Compagnie du 162e bataillon colonial de transmissions ;
- Compagnie du 523e groupe colonial de transport.

## Mise sur pied
La division devrait compter de 22 125 à 26 000 militaires mais n'en a en mars que 1 600. En mai, la division ne regroupe que l'équivalent d'une brigade coloniale dans les Landes (3 000 hommes) et un bataillon de Légion à Sidi Bel Abbès (600 hommes), . La brigade légère de fusiliers marins, formée à Arcachon et destinée à opérer au sein de la division, ne compte que 500 hommes.
Du point de vue de l'équipement, la division a, parmi les unités de l'Armée française de la Libération, l'ordre de priorité le plus faible pour recevoir du matériel d'origine alliée ou de récupération. Les soldats souffrent donc de graves carences en matériel.

## Opérations

### Soutien des forces françaises du Médoc
La division fournit en avril des renforts aux forces du détachement d'armée de l'Atlantique qui doivent attaquer la poche de résistance allemande de la pointe de Grave (Médoc). Cinquante-six cavaliers du 8e chasseurs, dont six officiers, rejoignent le 38e régiment d'infanterie pour en former la section de commandement (le chef d'escadron Gauthier du 8e chasseurs prenant le commandement du régiment d'infanterie). Parallèlement, vingt-sept officiers et douze sous-officiers de la 2e DCEO rejoignent les services de la brigade Médoc.
La plupart de ces hommes regagnent la DCEO avant la fin du mois.

### Bataillon de marche d'Extrême-Orient (BMEO)
Pour les unités formées en Indochine, voir bataillons de marche d'Extrême-Orient.
La division forme, le 11 avril 1945, un bataillon de marche (BMEO) également destiné à opérer devant la pointe de Grave. Ce bataillon est formé à partir du centre d'instruction divisionnaire et compte quatre compagnies regroupant avec sept sections d'élèves gradés fantassins, quatre sections d'élèves gradés cavaliers, trois sections d'élèves gradés artilleurs et deux sections de fantassins non élèves.
L'unité reçoit des armes neuves et des mitrailleuses pour lui permettre d'appuyer depuis l'arrière l'assaut du bataillon de marche somali. Le BMEO est également chargé des canots et barques qui doivent être utilisés par le bataillon somali pour traverser le marais du Gua,, ainsi que de l'évacuation des blessés. Principalement engagé les 15 et 16 avril, le BMEO déplore neuf tués et dix-sept blessés, dont cinq tués et cinq blessés dans l'explosion d'une mine hors de la zone de combat.

## Dissolution
La division, restée à l'état d'unité cadre, est dissoute le 15 juin 1945. La plupart de ses éléments renforcent la 1re division coloniale d'Extrême-Orient, qui devient le 16 août 1945 la 3e division d'infanterie coloniale (3e DIC) avant de débarquer à partir de novembre en Indochine.
La constitution de la 3e brigade d'Extrême-Orient a été rapidement abandonnée mais donne naissance au régiment de marche de la Légion étrangère d'Extrême-Orient (RMLEEO), renommé 2e régiment étranger d'infanterie le 1er janvier 1946 et rattaché à la 3e DIC en Indochine.
La brigade de fusiliers marins devient la brigade marine d'Extrême-Orient, qui est envoyée en Indochine, directement subordonnée au CEFEO.

## Insigne
La division a fait fabriqué en insigne par la maison Drago, présentant un soleil chargé d'une nef voguant sur la mer, le tout sur l'ancre des troupes coloniales.